# Antun, kralj Navare
Antoine de Bourbon, vojvoda od Vendômea (22. travnja 1518. – 17. studenog 1562.) bio je glava dinastije Bourbon 1537. – 1562., i jure uxoris kralj Navare 1555. – 1562. Bio je otac Henrika III. od Navare koji je postao kralj Francuske kao Henrik IV.

## Obitelj
On je rođen u La Fere, Pikardija, u Francuskoj, kao drug sin Charlesa de Bourbon, vojvode od Vendômea (1489. – 1537.), i njegove supruge, Françoise od Alençona (umrle 1550.). Bio je stariji brat Louis de Bourbon sam, princa de Condé.

## Brak
Dana 20. listopada 1548, u Moulins, oženio je Ivanu III., kraljicu Navare, kćer Henrika II. od Navare i njegove supruge Margaret eod Angoulême. Tim brakom je postao kralj Navarre, grof od Foixa, Bigorre, Armagnaca, Perigorda i vikont od Béarna. Zabilježeno je da je Ivana bila jako zaljubljena u njega, ali njegova naknadna djela pokazuju da je imao malo odanosti prema njoj. Kraljevstvo Navara je bilo okupirana od strane Španjolaca od godine 1512., a Antun ga je pokušao ponovno uspostaviti. Bio spreman žrtvovati bilo što svojim političkim interesima.

## Vjera
Antun izgleda nije imao istinsko vjersko uvjerenje i službeno je mijenjao vjeru nekoliko puta. Njegovo ga je vraćanje na katoličanstvo odvojilo od supruge te je prijetio da će je odbaciti. On je imao ljubavnu vezu s Louise de La Béraudière de l ' Isle Rouhet, "la belle Rouet ", s kojom je imao sina, Charlesa III. Bourbona (1554. – 1610.), koji je postao nadbiskup Rouena.
Iako je njegov brat Louis je bio vođa protestantske frakcije, Antun je proveo većinu svog života u borbi za kralja Francuske.  Katarina Medici, regentica svog sina Karla IX., imenova ga je ga je generalom-pukovnikom kraljevstva 1561 . Kada je njegova supruga dopustila Hugenotima opljačkati kapelicu Vendôme i crkve u gradu godine 1562., on je zaprijetio da će je poslati u samostan . Ona je našla utočište u Béarnu.
Antoine je bio tašt i nestabilan. On je često razočarao svoje sljedbenike i bio izmanipuliran svojim nadređenima i izvan shvaća, po svojim protivnicima .
On opsjedao Rouen te je smrtno ranjen 13. studenoga 1562 . Umro je u Les Andelys, Eure .

## Potomstvo
- Henri de Bourbon (1551–1553), vojvoda od Beaumonta
- Henri de Bourbon (Kasnije Henrik IV., kralj Francuske)
- Louis de Bourbon (1555–1557), grof Marle
- Madeleine de Bourbon (1556.)
- Catherine de Bourbon (1559–1604)- udala se za Henrika II, Vojvode od Lorene godine 1599.

S ljubavnicom Louise de La Béraudière de l'Isle Rouhet imao je sina:
- Charles de Bourbon, nadbiskup Rouena[9]